# Białorzytka pstra

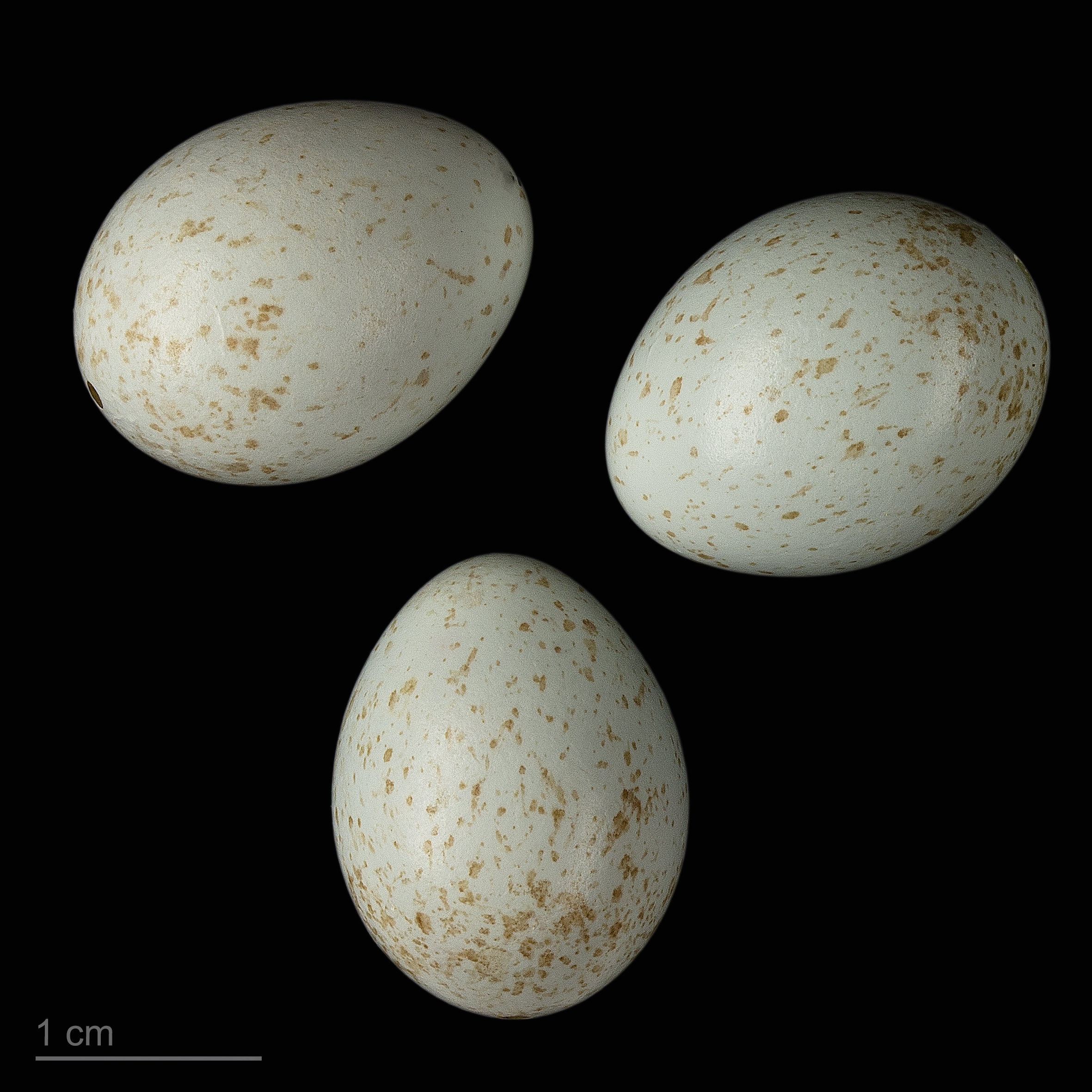
Oenanthe pleschanka

Białorzytka pstra (Oenanthe pleschanka) – gatunek małego ptaka z rodziny muchołówkowatych (Muscicapidae).

## Systematyka
Gatunek został naukowo opisany w 1770 roku przez Iwana Lepiochina w 14. tomie Novi commentarii Academiae Scientiarum Imperialis Petropolitanae. Autor nadał mu nazwę Motacilla pleschanka. W tym samym tomie Peter Simon Pallas opisał gatunek, który nazwał Motacilla leucomela; jak się później okazało, jego opis również dotyczył białorzytki pstrej. Nazwa nadana przez Lepiochina ma jednak priorytet, a nadana przez Pallasa jest traktowana jako synonim. Obecnie gatunek jest umieszczany w rodzaju Oenanthe. Nie wyróżnia się podgatunków.

## Występowanie
Zasięg występowania
Występuje od południowo-wschodniej Europy (północno-wschodnia Bułgaria, wschodnia Rumunia i południowa Mołdawia), z przerwami w zasięgu dalej na wschód po południowy Ural, Mongolię, Zabajkale, środkowy i zachodni Afganistan, północny Pakistan, północno-zachodnie Himalaje i północno-wschodnie Chiny. Zimuje w północno-wschodniej i wschodniej Afryce oraz w południowo-zachodniej części Półwyspu Arabskiego.
Do Polski zalatuje wyjątkowo (5 stwierdzeń do 2021, ostatnie w 2011).
Biotop
Żyje na zboczach wzgórz i terenach poprzecinanych jarami i wąwozami.

## Morfologia
Wygląd zewnętrzny
We wszystkich szatach dziób i nogi są czarno ubarwione. Samce w szacie spoczynkowej mają jasne brzegi piór.
Rozmiardługość ciała 14,5–16 cm
Masa ciała16–22 g

## Status i ochrona
IUCN uznaje białorzytkę pstrą za gatunek najmniejszej troski (LC, Least Concern) nieprzerwanie od 1988 roku. Liczebność światowej populacji wstępnie szacuje się na 400 000 – 2 499 999 dorosłych osobników. Ze względu na brak dowodów na spadki liczebności bądź istotne zagrożenia dla gatunku BirdLife International ocenia globalny trend liczebności populacji jako prawdopodobnie stabilny.
Na terenie Polski białorzytka pstra podlega ścisłej ochronie gatunkowej.